# Geher-Länderkampf der Männer 1971 Schweiz – BR Deutschland
| 19. Leichtathletik-Länderkampf mit bundesdeutscher Beteiligung 1971 | 19. Leichtathletik-Länderkampf mit bundesdeutscher Beteiligung 1971 |
| ------------------------------------------------------------------- | ------------------------------------------------------------------- |
|                                                                     |                                                                     |
| Geher-Vergleich der Männer: Schweiz – BR Deutschland                |                                                                     |
| Austragungsort                                                      | Genf                                                                |
| Wettbewerbe                                                         | 1                                                                   |
| Datum                                                               | 10. Oktober                                                         |
| 1. FRG 2. SUI                                                       | 16 Punkte 06 Punkte                                                 |
| Chronik                                                             |                                                                     |
| ← FRG-FRA-SUI 10kampf (M)                                           | erster LK 1972:00 FRG-GBR Geher (M) →                               |

Der neunzehnte und letzte Vergleich des Länderkampfjahres 1971 bestand aus einem dritten Länderkampf der Geher. Zum achten Mal trafen sich dazu die Vertreter aus der Bundesrepublik Deutschland und der Schweiz in einem Zweiländerkampf. Die ersten vier Begegnungen hatte allesamt die Schweiz mit ihren damals starken Gehern gewonnen. Seit 1961 hatte die Bundesrepublik jeweils vorne gelegen. So lautete die Zwischenbilanz vier zu drei für die Schweiz. Zwischenzeitlich hatte es darüber hinaus Begegnungen in einer Dreierkonstellation mit Frankreich als drittem Teilnehmer gegeben, in denen jeweils die bundesdeutschen Geher gesiegt hatten. In diesem Jahr hatte dieses Treffen am 19./20. Juni in der französischen Stadt Vittel bereits stattgefunden. Nun war die Schweizer Stadt Genf Gastgeber des am 10. Oktober ausgetragenen erneuten Zweiländervergleichs.

## Wettbewerb und Modus
Wie schon beim letzten Mal drei Jahre zuvor stand im Gegensatz zu den sonstigen Austragungen von Geherländerkämpfen mit Wettkämpfen über zwei Distanzen nur ein Wettbewerb auf dem Programm, diesmal ein Straßengehen über 35 Kilometer. Standardmäßig wurde sonst noch ein Wettkampf über 20 Kilometer ausgetragen. Jede Nation stellte vier Geher, von denen die drei Besten gewertet wurden. Der Erstplatzierte erhielt sieben Punkte, der Zweite fünf, der Dritte vier, der Vierte drei Punkte usw.

## Ergebnis
Die bundesdeutschen Geher dominierten den Wettbewerb maximal. Ihre gewerteten Vertreter belegten die Ränge eins bis drei und erreichten die Höchstzahl von sechzehn Punkten. Die Schweiz belegte mit sechs Punkten abgeschlagen den zweiten Platz.

## Legende
Kurze Übersicht zur Bedeutung der Symbolik – so üblicherweise auch in sonstigen Veröffentlichungen verwendet:
| DNF | nicht im Ziel (did not finish) |

## 35-km-Straßengehen
| Platz | Athlet             | Land | Zeit (h)       |
| ----- | ------------------ | ---- | -------------- |
| 1     | Gerhard Weidner    | FRG  | 2:45:31        |
| 2     | Bernd Kannenberg   | FRG  | 2:47:40        |
| 3     | Herbert Meier      | FRG  | 2:48:46        |
| 4     | Manfred Aeberhard  | SUI  | 3:00:06        |
| 5     | Max Grob           | SUI  | 3:06:02        |
| 6     | Michel Valotton    | SUI  | 3:13:11        |
| 7     | Florian Monney     | SUI  | 3:15:45        |
| DNF   | Bernhard Nermerich | FRG  | nach etwa 7 km |